# Манчестер 62

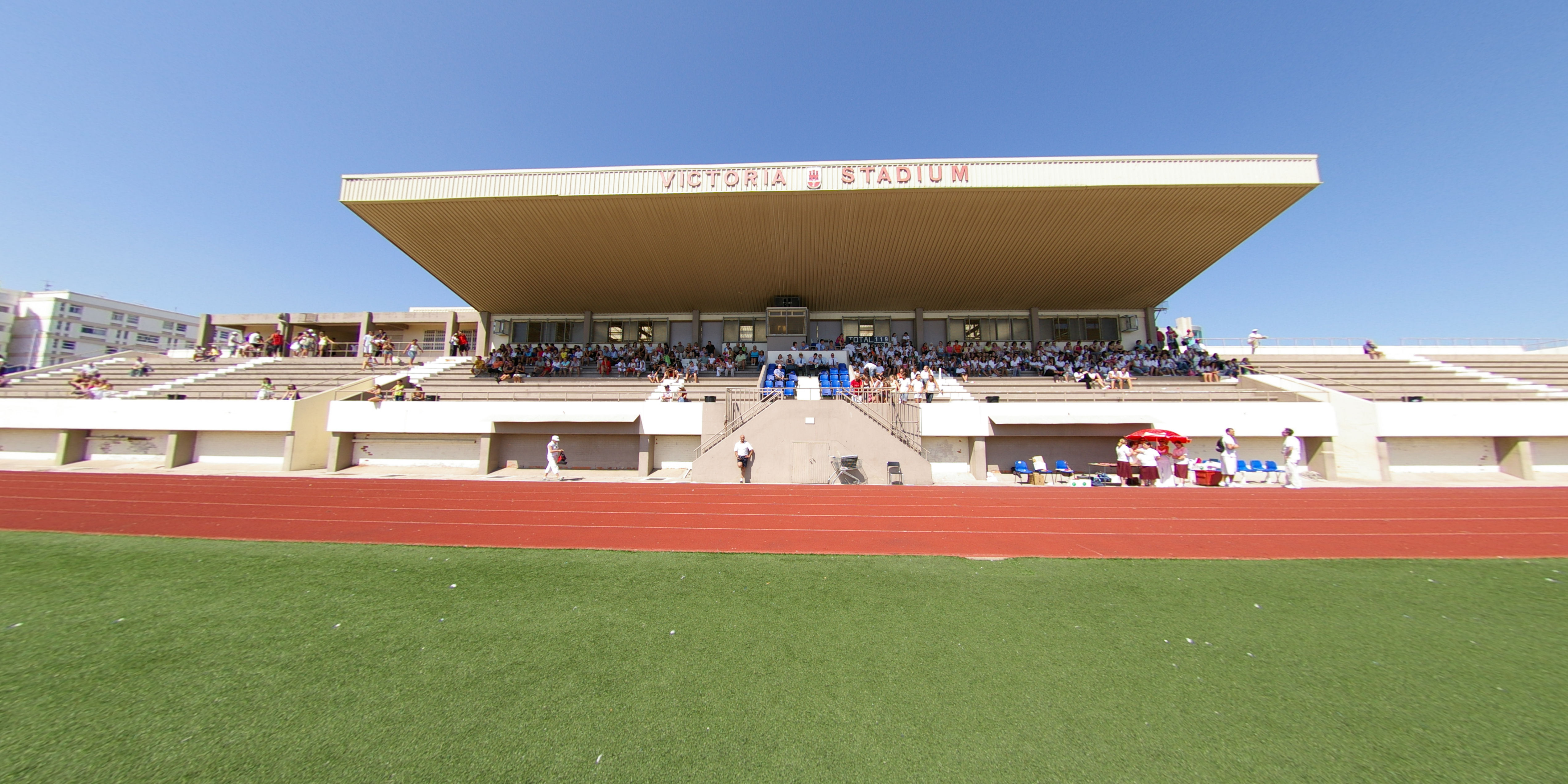
Домашний стадион команды Виктория

«Манчестер 62» (англ. Manchester 62 F.C.) — футбольный клуб из Гибралтара, заморской территории Великобритании. Базируется на проспекте Уинстона Черчилля. Выступает в высшей лиге.

## История
Клуб был основан в 1962 году под названием «Манчестер Юнайтед». Свою название получил в честь знаменитого английского тёзки, после получения разрешения от тогдашнего главного тренера манкунианцев Мэтта Басби на разрешение использования названия его клуба. Играет команда в высшей лиге Гибралтара. Домашним стадионом является Виктория. Капитан клуба Мэттью Реоч с 2001 года выступает за сборную Гибралтара по футболу.

## Названия клуба
- 1957—2000 : Manchester United FC
- 2000—2002 : Manchester United Eurobet FC[4]
- 2002—2008 : Manchester United FC
- 2009—2013 : Manchester United Digibet FC[5]
- 2013—н. в. : Manchester 62 FC[6]

## Достижения
- Дивизион 1 (7): 1975, 1977, 1979, 1980, 1984, 1995, 1999
- Дивизион 2 (1) : 1974
- Кубок (4): 19741, 1977, 1980, 2003
- Суперкубок (2): 2003, 2006